# Джан Карло Риккарди
Джан Карло Риккарди (итал. Gian Carlo Riccardi; 21 октября 1933, Фрозиноне, Лацио — 7 февраля 2015, Фрозиноне, Лацио) — итальянский художник, театральный режиссёр, скульптор.

## Биография
Родился 21 октября 1933 года в семье мэра Фрозиноне.
В 1961 году с отличием окончил факультет сценографии Академии изящных искусств в Риме.
Через несколько лет получил диплом режиссёра театра и кино в Экспериментальном центре Чинечитта.
Между 1960 по 1970 годами работал сценографом и режиссёром в телерадиокомпании Rai, а также ассистентом сценографов Карло Чезарини и Джорджио Араньо. Создавал декорации для телепередач.
Работал в Римском театре авангарда, сотрудничая с Пино Паскали, Кармело Бене, Марио Риччи, Меме Перлини .
В 1961 году во Фрозиноне открыл театральную группу «Лаборатория визуальных искусств». В 1962 году открыл Театральный клуб.
В 1997 году основал Театр образа.

## Художественные работы
С 1950 по 1960 годы в своих работах изображает общественных деятелей, актёров, политиков и музыкантов Италии, делает юмористические зарисовки.
В 1970-е годы на картинах и в графических работах изображал клоунов, гротескные фигуры.

В 1980-е годы работает в жанре абстракции.

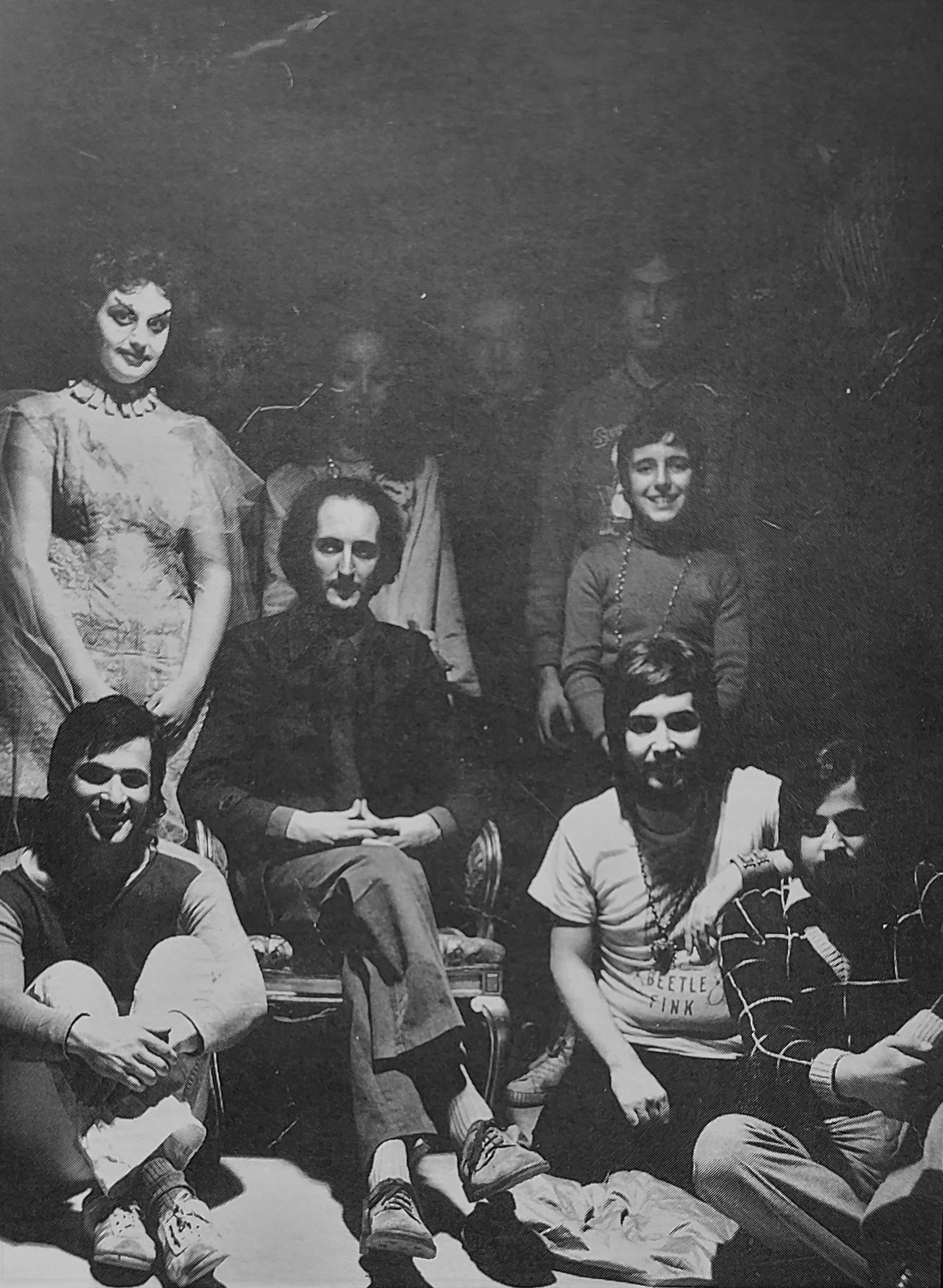
Джан Карло Риккарди и актёры Teatro Laboratorio Arti Visive, 1974 год.

Произведения Риккарди затрагивают различные темы, такие как гротеск, двойственность, ирония, а также мир детства через рисунок, карикатуру и абстрактную живопись.
Художественные работы работы выставлялись на персональных и групповых выставках в Италии и за рубежом, таких как Palazzo delle Esposizioni (Рим, 1968), «ArtExpo Review» (Женева, 1984), на Британской художественной ярмарке (Лондон, 1985), выставка в Международном центре современного искусства в Париже (1988), выставка Центрального выставочного зала «Манеж» (Москва, 1991), в галерее Кодама в Осаке (Япония, 1993), международной художественной выставке в Университете Купер Юнион (Нью-Йорк, 1993), Международной выставке изобразительного искусства в Кракове (1995), художественной галерее Il Naviglio Франки Раме и Дарио Фо (Милан, 1997), выставке Фонда Антонио Тапиеса (Барселона, 1999) .
Работы как художника хранятся в государственных и частных коллекциях Италии.

## Иное
Поставленные им спектакли основаны на жестах и необходимости выразить состояние современного человека, заключенного в обыденность и жизненные противоречия.
В 1980-е годы Риккарди построил «Комнаты», которые представляют собой инсталляции, сделанные из простых и переработанных элементов, в основном из дерева и железа . Это примеры сайтоспецифичных работ, способных выстроить диалог с окружающим пространством и наблюдателем.
Инсталляции Риккарди выставлялись в 1991 году в Европейском парламенте, в 1993 году на XLV Венецианской биеннале искусств и в 1995 году на фестиваль двух миров в Сполето .
При создании скульптур Риккарди использовал оргстекло, бумагу, дерево, железо.
Являлся автором сценариев пьес для театра, прозы, поэтических текстов . В них затрагивал различные темы, уже затронутые в области живописи, театра и скульптуры, касающиеся сюрреалистического, невероятного, воспоминаний детства.
Умер во Фрозиноне 7 февраля 2015 года.

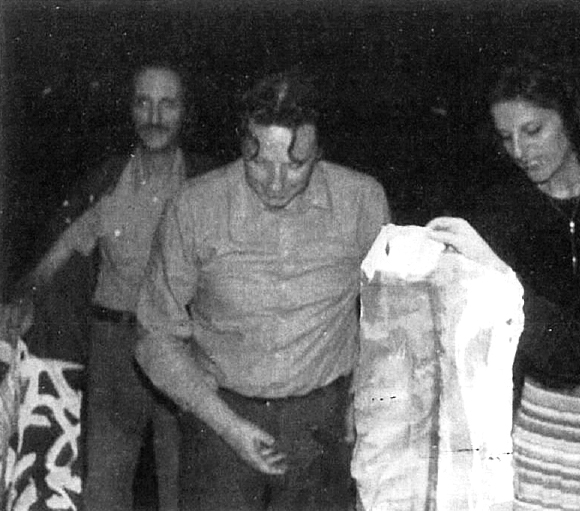
Художник Джан Карло Риккарди (слева) и искусствовед Энрико Крисполти (в центре). Театрализованное представление «Почему Лорка» 1977, Teatro Spazio Uno, Рим.